# Sarah Folsom
Sarah May Folsom (* 22. Oktober 1915 in Notasulga, Alabama; † 12. Juni 1969 in Denver, Colorado) war eine US-amerikanische Lehrerin und Politikerin (Republikanische Partei).

## Werdegang
Sarah May Blanton, Tochter von Elza Ernest Blanton (1887–1970) und seiner Ehefrau Bessie Lanier (1889–1972; Geburtsname: May), wurde 1915 in Notasulga geboren. Sie hatte mindestens vier Geschwister. Ihre Kindheit war vom Ersten Weltkrieg überschattet und ihre Jugendjahre von der Weltwirtschaftskrise. Sie graduierte 1936 mit einem Bachelor in Französisch, Englisch und Geschichte am Judson College (Alabama). 1941 machte sie einen Master of Arts in Englisch an der Auburn University. Sie erhielt 1966 sowohl einen Ehrendoktor vom Judson College als auch von der Auburn University.
Zwischen 1936 und 1953 unterrichtete sie an Grundschulen, High Schools und Colleges. Während dieser Zeit heiratete sie 1940 Douglas L. Folsom junior (1915–2002). Beide unterrichteten an einer Schule in Alabama. Von Juli 1943 bis Februar 1946 diente ihr Ehemann in der US-Navy. Nach seiner Ausmusterung zogen sie nach Arizona und ließen sich in Tucson (Pima County) nieder. Nach einem Jahr zogen sie nach Prescott (Yavapai County).
Blanton kandidierte erfolgreich bei den Wahlen im Herbst 1952 für den Posten des Superintendent vom Yavapai County.
Bei den Wahlen im Herbst 1964 wurde sie zum Superintendent of Public Instruction von Arizona gewählt. Blanton trat ihren neuen Posten Anfang 1965 an. Sie wurde zweimal in Folge wiedergewählt und bekleidete den Posten bis zu ihrem Tod im Jahr 1969.
Nach ihrem Tod wurde sie auf dem Mountain View Cemetery in Prescott beigesetzt.